# Marlborough House
Marlborough House est le siège du Commonwealth des nations et le siège du Secrétariat du Commonwealth. Situé dans le quartier St James's de la Cité de Westminster, ce manoir désormais classé (grade I) est construit pour Sarah Churchill, duchesse de Marlborough, favorite et confidente de la reine Anne. Pendant plus d'un siècle, il sert de résidence londonienne aux ducs de Marlborough. Il devient une résidence royale au cours du XIXe siècle et de la première moitié du XXe siècle. La Couronne d’Angleterre le loue, depuis 1965, au Secrétariat du Commonwealth.

## Situation
Le palais est situé entre Pall Mall et The Mall, à proximité du palais Saint James, dont il est séparé par Marlborough Road. 

## Construction

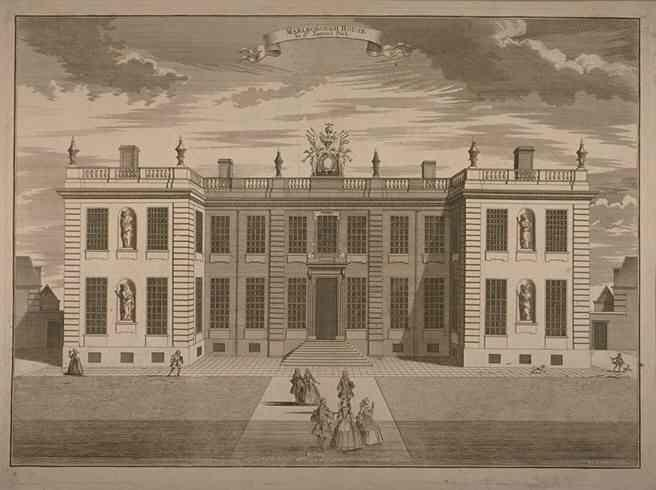
Dans sa forme originale, le Marlborough House n'avait que deux étages. Cette illustration qui date des années 1750 montre la façade et le jardin.

En 1708, le duc de Marlborough se voit accorder par la reine Anne, moyennant un loyer modique, un bail de 50 ans pour ce site, propriété du Crown Estate. L'emplacement était auparavant occupé, en partie, par la faisanderie attenante au palais de Saint-James, et, en partie, par les jardins de Henry Boyle, secrétaire d'État de la reine Anne,,. Le duc laisse à son épouse, Sarah Churchill, l'entière responsabilité de la conception et de la construction du Marlborough House. L'architecte Christopher Wren, alors âgé de 76 ans, et son fils du même nom conçoivent un bâtiment en brique de deux étages avec un chaînage d'angle de style bugnato,. La première brique est posée le 24 mai 1709 et le bâtiment est achevé en 1711,. La maçonnerie et l'ornementation sont réalisées par Edward Strong le Jeune, un ami de Christopher Wren le Jeune. Le duc achète les briques à bas prix en Hollande alors qu'il est en campagne, et les fait transporter en Angleterre comme lest dans les navires de transport de troupes vides qui reviennent après avoir déposé des troupes britanniques,. Tout au long du processus de construction, la duchesse surveille de près les moindres détails et se dispute avec les Wren au sujet des entrepreneurs qu'ils ont engagés. Cela conduit John Vanbrugh à plaisanter en disant que la duchesse est « la directrice en chef, avec Sir Christopher Wren comme géomètre adjoint ». Elle finit par congédier les Wren et prend elle-même le contrôle de la conception.
En 1727, le rival politique de Sarah, Sir Robert Walpole, achète le terrain situé entre le Marlborough House et Pall Mall par l'intermédiaire de son protégé Thomas Ripley. Ce dernier est réputé pour refuser à la duchesse une entrée directe sur Pall Mall. Wren conçoit et construit une arche pour l'entrée et un écran dans la cour avant, ce qui subsiste sous la forme d'une grotte. Toujours désireuse d'avoir une entrée depuis Pall Mall, la duchesse loue en 1729 quatre maisons à l'ouest et les fait démolir pour créer une entrée diagonale exiguë.
En 1733, un deuxième étage est ajouté par Charles Spencer, 3e duc de Marlborough. Cet étage est caractérisé par ses petites fenêtres, placées fort bas sur les murs et son grand confort. Les appartements du rez-de-chaussée sont également améliorés. En 1765, un incendie se déclare dans la charpente et montre que cette dernière n'est pas en bon état ; elle est donc rénovée. Dans les années 1770, le 4e duc de Marlborough engage l'architecte Sir William Chambers pour ajouter un troisième étage à la maison et des détails architecturaux comme de nouveaux plafonds et de nouvelles cheminées,.

## Résidence royale
Après la mort en 1817 du duc, la Couronne reprend la propriété pour en faire la résidence de la princesse Charlotte de Galles et de son mari Léopold de Saxe-Cobourg-Saalfeld,. Cependant, la princesse meurt avant que l'achat ne soit achevé, et son veuf y vit seul à partir de 1824. Il y reçoit de nombreuses personnalités de l'époque et ses concerts sont réputés. Il reçoit notamment des cantatrices comme Henriette Sontag ou Giuditta Pasta. Le trône de Belgique lui est offert en 1831 et les accords préliminaires sont signés à Marlborough House. Avec son accession au trône, il quitte la résidence,. 
Dans les années 1820, des plans sont élaborés pour démolir Marlborough House et le remplacer par un quartier de maisons résidentielles aux dimensions similaires à celui de Carlton House Terrace. Cette idée figure même sur certaines cartes contemporaines, notamment la carte de Londres à grande échelle de Christopher et John Greenwood de 1830, mais la proposition n'est pas mise en œuvre. À partir de 1831, la reine Adélaïde y emménage jusqu'à sa mort en 1849.

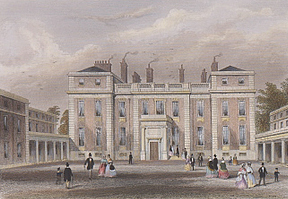
Cette vue de la façade d'entrée, publiée dans les années 1850 avant les ajouts de Pennethorne, montre un étage supplémentaire sur les ailes. Les ailes ont plus tard gagné un quatrième étage principal, et la section centrale un troisième.

De mai à septembre 1852, le Museum of Manufactures, un prédécesseur du Victoria and Albert Museum, héberge ses collections dans le manoir. De 1853 à 1861, le prince Albert fait en sorte que le bâtiment soit utilisé par la National Art Training School, qui deviendra plus tard le Royal College of Art.
De 1861 à 1863, Sir James Pennethorne agrandit considérablement la demeure en ajoutant une série de pièces sur le côté nord et un porche profond pour le prince et la princesse de Galles, plus tard le roi Édouard VII et la reine Alexandra, qui font de leur maison le centre social de Londres. Leur deuxième fils, le futur roi George V, nait à Marlborough House en 1865. La famille y vit jusqu'à la mort de la reine Victoria en 1901, date à laquelle Edward accède au trône et où ils déménagent au palais de Buckingham, situé à proximité. À partir des années 1880, l'expression Marlborough House Set entre dans l'usage pour désigner le cercle social du prince de Galles. Celui-ci comprend des joueurs, des banquiers et d'autres personnes « huppées »,.

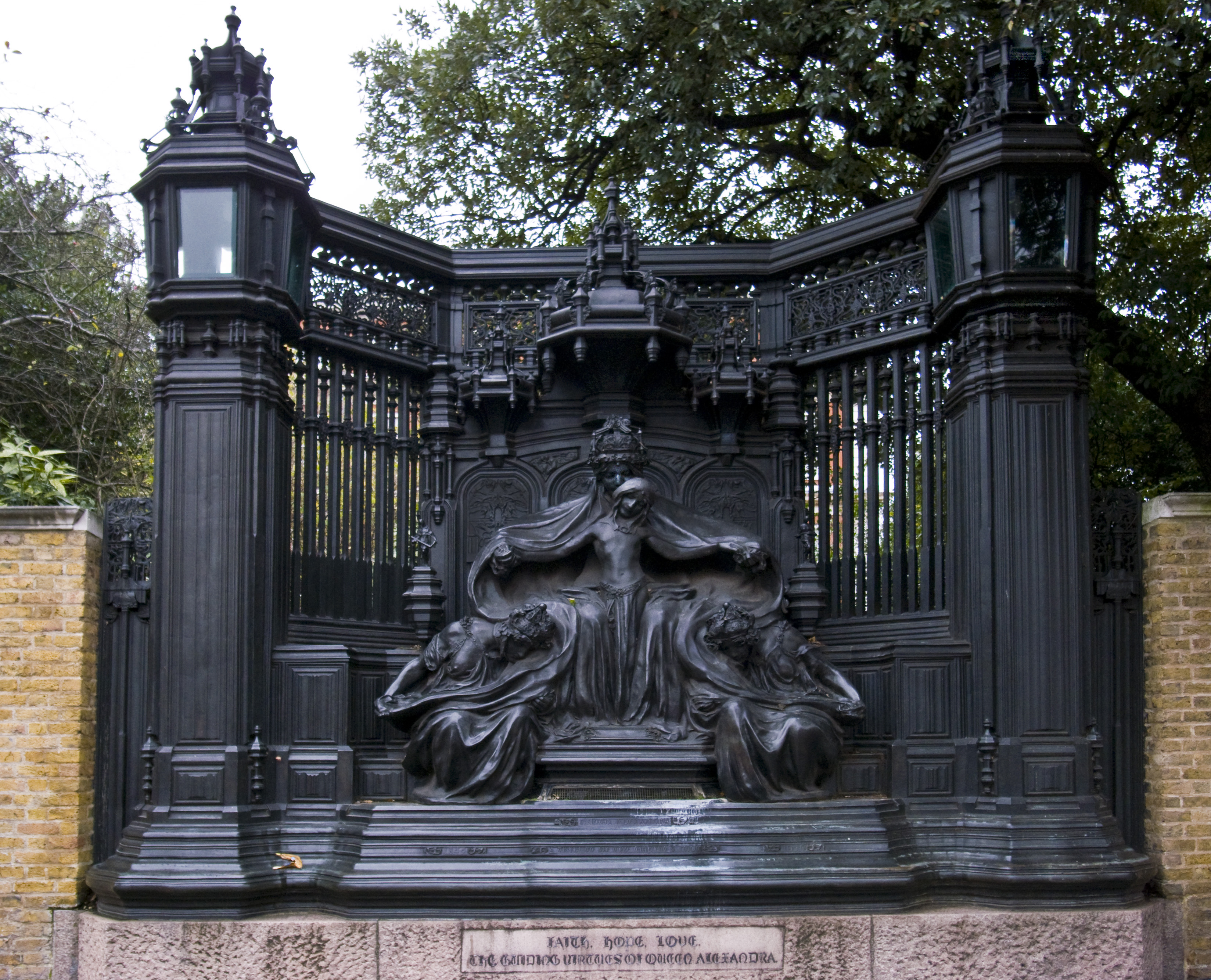
Monument réalisé par Alfred Gilbert à la mémoire de la reine Alexandra. Il est situé dans le mur de la maison, le long de Marlborough Road.

Après le déménagement de son père à Buckingham Palace en 1901, le futur roi George V, devenu prince de Galles, s'installe à Marlborough House avec sa femme Mary de Teck et leurs enfants. Mary redécore abondamment la maison pour la rendre plus confortable, au point d'hésiter à effectivement déménager à Buckingham Palace après que son mari soit devenu George V en 1910. Désormais veuve, la reine Alexandra fait son retour à Marlborough House et en fait sa résidence londonienne jusqu'à sa mort en 1925. Une fontaine commémorative de style Art nouveau-néogothique, réalisée par Alfred Gilbert (1926-32) dans le mur de la maison situé le long de Marlborough Road, lui rend hommage.

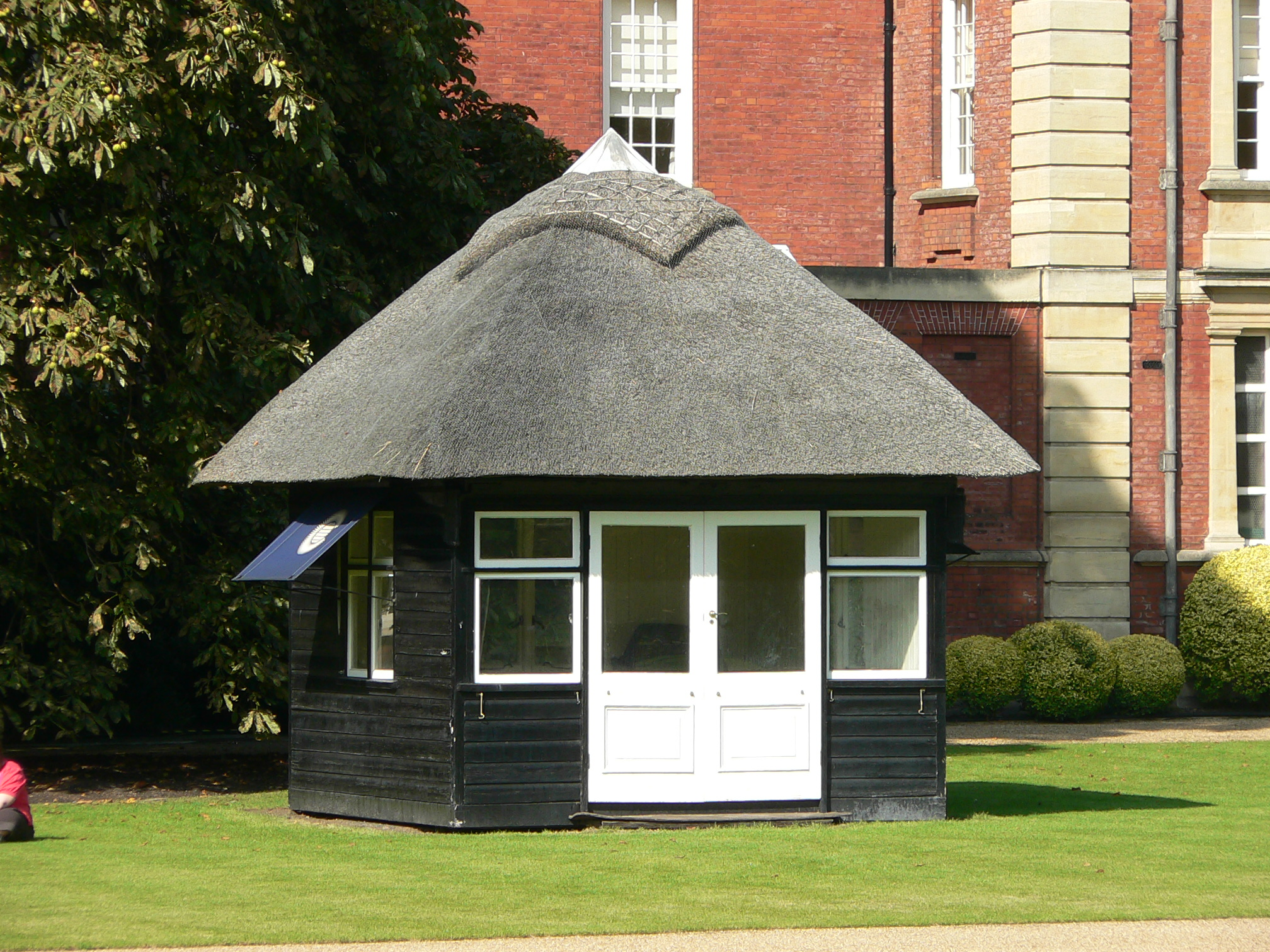
Maison d'été rotative située dans le jardin du manoir.

En 1936, Marlborough House devient la résidence londonienne de la veuve du roi George V, la reine Mary, qui a survécu à George de 17 ans. Dans le parc de la maison se trouve le cimetière de ses animaux domestiques. Une maison d'été rotative au toit de chaume construite pour elle est toujours en place. Une plaque commémorant la reine Mary est dévoilée par la reine Élisabeth II en 1967 sur le mur extérieur le plus proche de l'angle avec le Mall.

## Secrétariat du Commonwealth

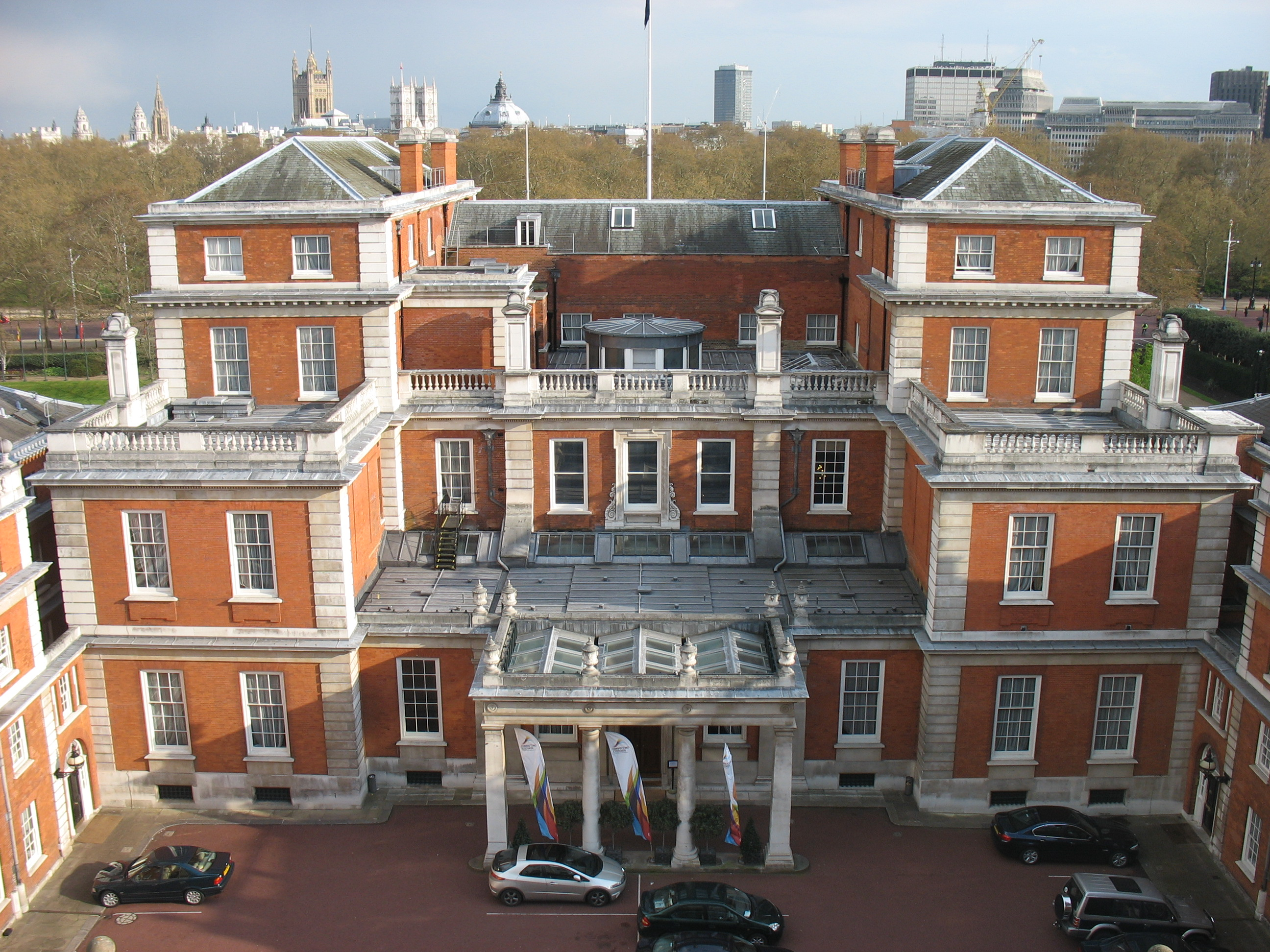
Arrière de Marlborough House.

Après la mort de la reine Mary en 1953, Marlborough House continue d'être utilisé par divers membres de la famille royale comme résidence londonienne avant que la reine Élisabeth II ne la loue au Secrétariat du Commonwealth en 1965, un arrangement qui se poursuit aujourd'hui.
Malborough House est classé grade I en 1970.

## Décorations

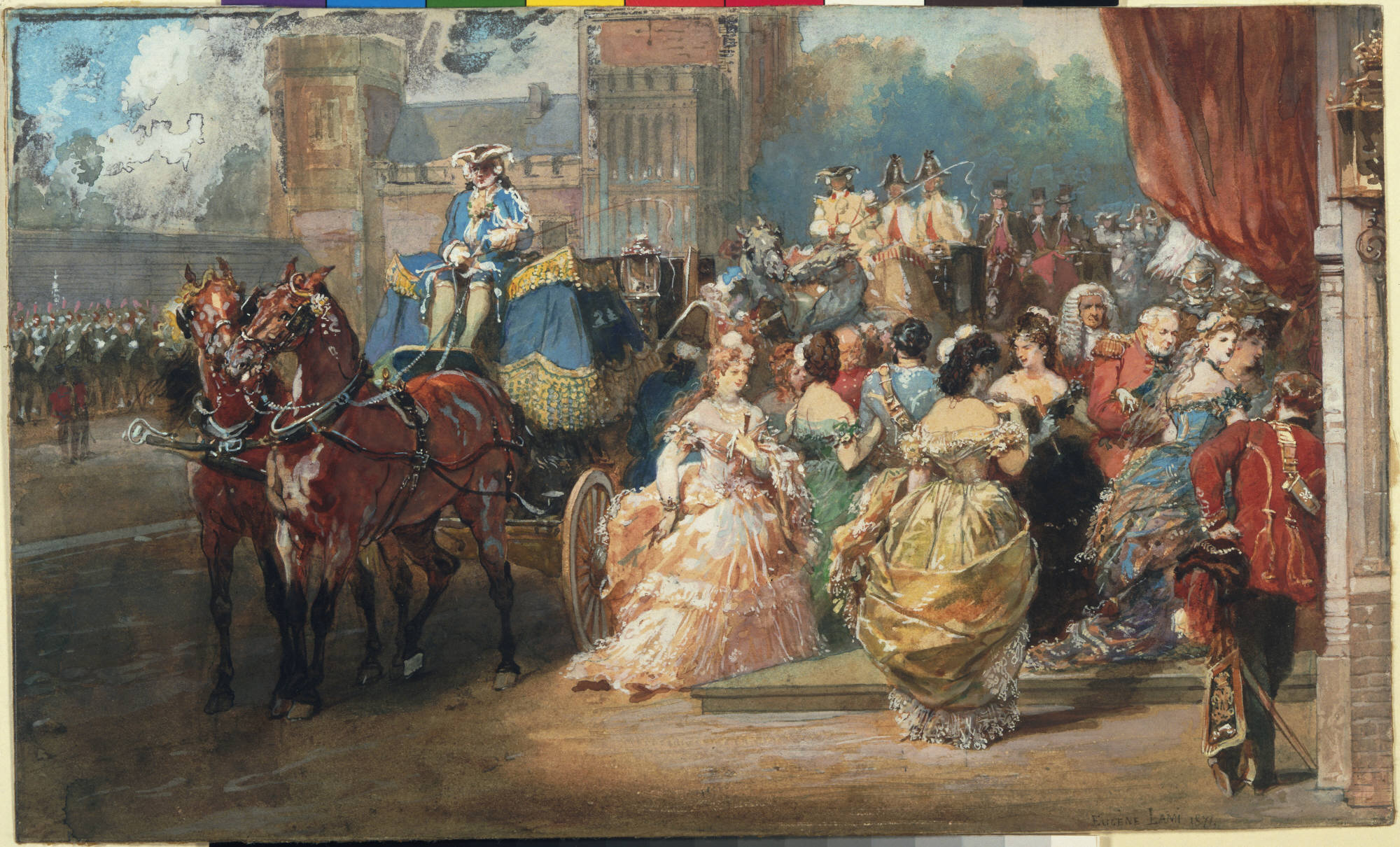
Eugène-Louis Lami, Entrée dans un salon de Marlborough House, 1871, Princeton University Art Museum

Très classique et sobre comme le voulait Sarah Churchill, la partie extérieure est souvent peu admirée. Par contre, l'intérieur est richement décoré de peintures et de tapisseries. Le salon, presque cubique, conserve des peintures murales de Louis Laguerre représentant la bataille de Blenheim, bataille au cours de laquelle le premier duc de Marlborough était le commandant général de la Grande-Bretagne et de ses alliés (le siège des ducs de Marlborough est le palais de Blenheim, l'une des plus grandes maisons d'Angleterre). Une coupole insérée dans le plafond est entourée de peintures d'Orazio Gentileschi et d'Artemisia Gentileschi. Des escaliers jumelés flanquent le salon, avec d'autres pièces de bataille de Laguerre. La plupart des intérieurs ont été modifiés à travers les époques.